# Theo James
Theodore Peter James Kinnaird Taptiklis (Oxford, 16 december 1984) is een Brits acteur.

## Biografie
James werd geboren in Oxford. Zijn grootvader aan vaderskant was Grieks. James komt uit een familie van vijf kinderen, van wie hij de jongste is. Hij heeft twee broers en twee zussen. Hij studeerde aan de Universiteit van Nottingham en aan de Bristol Old Vic Theatre School. James maakte zijn acteerdebuut met de televisieserie A Passionate Woman. In de televisieserie Bedlam speelde James de hoofdrol van Jed Harper. Op het witte doek werd hij redelijk bekend met de film Underworld: Awakening in de rol van David. Hij werd in maart 2013 gecast voor het personage "Four", waarmee hij de mannelijke hoofdrol speelt in de film Divergent, de eerste film naar de driedelige boekenreeks van schrijfster Veronica Roth. Buiten het acteren was James de zanger en gitarist van de in Londen gevestigde band Shere Khan. In november 2012 kondigde deze band aan voorlopig niet meer actief te zijn.